# Hospital Banadir
L'Hospital Banadir (somali: Isbitaalka Banaadir) és un hospital infantil, una maternitat i una escola de medicina. El centre mèdic es troba en el Districte de Wadajir (Medina) de Mogadiscio, la capital de Somàlia. L'hospital va ser construït en 1977 com a part d'un projecte de cooperació i desenvolupament amb ajuda de la República Popular de la Xina, el centre mèdic va esdevenir el nexe d'una crisi humanitària en 2011. L'hospital disposa d'un servei de maternitat i d'una unitat pediàtrica pels infants.